# Vinzenz Weissenburger
Vinzenz Weissenburger (* 1980) ist ein deutscher Dirigent, Chorleiter und Diplom-Tonmeister.
Weissenburger erhielt ab dem Alter von sechs Jahren eine umfassende musikalische Ausbildung auf dem Klavier sowie später als Sängerknabe beim Staats- und Domchor Berlin und an der Orgel. Noch während der Schulzeit legte er die Prüfung zum Kirchenmusiker ab.
Von 2001 bis 2006 studierte er an der Universität der Künste Berlin, die er mit einem Abschluss als Diplom-Tonmeister verließ. Mehrfach war er auf diesem Gebiet bei internationalen Wettbewerben erfolgreich. So erhielt er mehrfach den 1. Preis der "Student Recording Competition" der "Int. Audio Engineering Society" sowie den Nachwuchspreis des "Verbandes Deutscher Tonmeister" (2006). 
Im Jahre 2005 setzte er jedoch einen neuen Schwerpunkt in seiner Arbeit und nahm das Dirigierstudium bei Hans-Christoph Rademann und Steffen Leisner (Chor) und Ekkehard Klemm (Orchester) an der Hochschule für Musik Carl Maria von Weber Dresden auf. Vinzenz Weissenburger nahm einen Lehrauftrag beim Staats- und Domchor Berlin (dem Knabenchor an der Universität der Künste) wahr. Dort studierte er u. a. solistische Partien mit den Sängerknaben ein und ist für Choreinstudierungen und die Nachwuchsarbeit der jungen Männerstimmen verantwortlich.
Mehrfach war Vinzenz Weissenburger bei CD- und Rundfunk-Einspielungen am Instrument oder als Dirigent beteiligt. Ebenso war als Chorassistent bei der Deutschlandtournee zu »The Lord of the Rings Symphony« im April 2007 tätig, im Sommer 2007 war er Chordirektor der Kammeroper Schloss Rheinsberg für die Produktion von Giuseppe Verdis Falstaff. Seit dem Beginn der Spielzeit 2007/08 ist er als Leiter des Kinderchores an der Staatsoper Unter den Linden tätig. Bereits nach zwei Jahren gemeinsamer Arbeit wurde der Kinderchor beim Landes-Chorwettbewerb Berlin als Preisträger ausgezeichnet, 2014 konnte er beim Deutschen Chorwettbewerb in Weimar den 1. Preis erringen. Mit dem Kammerchor der Staatsoper Apollini et Musis ist nach gemeinsamen Konzerten die CD „Saudade. Chormusik aus Brasilien“ erschienen.
Von Ende 2007 bis 2013 war er künstlerischer Leiter des "Kammerchores Friedrichstadt Berlin e.V.", seit Ende 2011 leitet er das consortium musicum berlin. Für das erste Halbjahr 2010 übernahm er die Leitung der Berliner Domkantorei. 